# خلف المشعان
خلف المشعان شاعر سعودي. ولد في سنة 1976 في محافظة حفر الباطن شمال شرق السعودية.

## نسبه
خلف المشعان اسمه الكامل هو خلف محمد مشعان الغضيوري العقاري الفدعاني العنزي من قبيلة عنزة.

## سيرته
ولد خلف المشعان بحفر الباطن عام 1976. يسكن حالياً في الرياض وله اربع أبناء اصغرهم صالح والذي سماه على صالح العرجان ، شارك خلف المشعان في شاعر المليون النسخة الثانية. لقّب بالداهية وشبل الشمال اشتهر بقصيدة صدر الشمالي له ديوان صوتي بعنوان غيوم التعابير وله ديوان ثاني تم نشره في 2009 يضم العديد من القصائد. حصل على الجنسية السعودية بتاريخ 13 يوليو 2017 الموافق 19 شوال 1438.

## قصائد ديوانه غيوم التعابير
- الحلم1
- الحلم2
- الشطرنج
- الغياب
- الكويت
- النوايا
- إنسان مسكين
- ثمان سنين
- ربما
- رمل المملكة
- سكته شعرية
- صدق غايتي عرفة وجيه
- غيوم التعابير
- فلسفة شاعر
- مساء الخير
- نطاق التغطية
- ولك ماهي الك

## قصائد ديوانه الثاني
- الحال
- الذيب
- السوط والخيزرانة
- سامح الله من هقابي
- ياكثرهم
- ياقلب
- من طاح من عينك
- علومي ياجماعة
- قبل الفطور
- دنيا المشاغل
- الفارس
- النوايا
- خط المسطرة

## روابط خارجية
- الصفحة الرسمية للشاعر على موقع أدب